# Porte de Ninove
La porte de Ninove (en néerlandais : Ninoofsepoort), qui n'était à l’origine qu’une simple place, a été construite en 1816, pour accéder à la chaussée de Ninove nouvellement tracée. Elle est située sur la petite ceinture à Bruxelles, entre la porte de Flandre et la porte d'Anderlecht. La porte de Ninove fait le lien entre la rue des Fabriques, depuis 1827, et la chaussée de Ninove.
Elle n’est pas comprise parmi les sept portes fortifiées de la seconde enceinte de Bruxelles. En 1820, les pavillons et piliers de l’ancienne porte de Napoléon sont déplacés vers la nouvelle porte de Ninove. Deux nouveaux pavillons d’octroi sont construits en 1834 par l’architecte Auguste Payen. C’était donc en leur sein qu’étaient perçues les taxes sur les marchandises importées. Bien plus qu’une fonction économique, ces deux bâtiments jouaient un rôle social important : matérialisation de la puissance de la ville.

## Construction et évolution
Au XVIIe siècle, la ville de Ninove est essentiellement agricole, sans route ni chemin.
Les portes d’Anderlecht et de Flandre sont les plus proches. L’urbanisation commence au début du XIXe siècle avec la création des rues de la Senne et des Fabriques. Petit à petit les remparts sont démantelés pour laisser place au traçage de la chaussée de Ninove. « La porte de Ninove devient une vraie porte de ville » lorsqu’apparaissent la chaussée de Ninove, les pavillons d’octroi et le canal Charleroi-Bruxelles. Celui-ci peut être franchi grâce à un pont et permet que l’approvisionnement de houille, soit moins fastidieux. 
La porte de Ninove, aménagée en 1816, n’était, à l’origine, qu’une place. Le développement de la ville ne s’arrête pas là : la place de Ninove s’établit officiellement et l’abattoir de la ville de Bruxelles y est délocalisé, pour raisons sanitaires, en 1838. Il sera inauguré en 1841,.
L’urbanisation toujours plus forte pousse à des travaux d’agrandissement du canal permettant de faire passer des bateaux de cargaisons plus imposantes. Une nouvelle écluse est construite par la même occasion. Les activités industrielles se multipliant, de nouveaux travaux d’agrandissement débutent. 
À l’origine, la partie du canal de Charleroi qui longeait la ville de Ninove comportait deux écluses. Une première située porte de Ninove et une porte de Flandre. Celle de la porte de Flandre a été supprimée, ne laissant plus que l’écluse se situant à la porte de Ninove,. Cette dernière, appelée « petite écluse » a également connu quelques changements. L’écluse et le parcours du canal ont été changés,. L’angle droit du canal ne permettait pas aux bateaux de plus de 300 tonnes de faire leurs manœuvres. Pour permettre leur passage, le quartier niché a été détruit. La nouvelle écluse mesure 81 × 10,50 m et permet aux bateaux allant jusqu’à 600 tonnes de passer. D’autres changements y seront apportés. Ces dimensions permettront l’adaptation de l’écluse aux des bateaux de 1 350 tonnes.
La rectification de l’aménagement du canal, terminée au début du XXe siècle, laisse derrière elle un bon nombre de terrains vagues et espaces vides. Ceux-ci seront utilisés de diverses façons : « campement, karting et même terrain pour l’atterrissage d’hélicoptères transportant le courrier… ». 
Alors qu’à l’origine le tram empruntait la rue des Fabriques dont la porte de Ninove est le prolongement, ce n’est plus le cas aujourd’hui.
Desservi de nombreux transports en commun, le quartier de la porte de Ninove est essentiellement un lieu de passage. L’organisation spatiale et les aménagements n’y sont pas favorables[À quoi ?].

## Pavillons de l'octroi

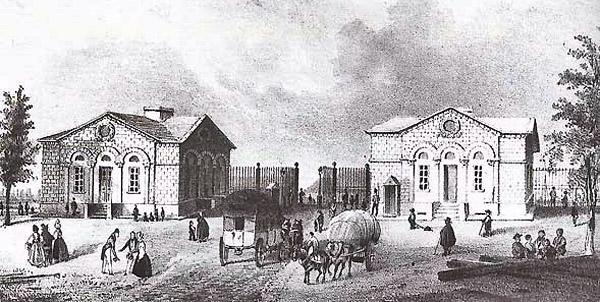
La porte de Ninove en 1816.

Également appelés aubettes, ces bâtiments marqués par le style néo-classique servaient à la récolte de l’octroi, une taxe sur l’entrée de marchandises dans l’enceinte de Bruxelles. Les fonctionnaires s’y installant pouvaient ainsi contrôler les entrées et sorties de la ville. 
Ces aubettes n’ont pas été construites à cet endroit mais à l'ancienne Porte Napoléon et déplacées en 1820 à l’occasion de grands travaux,. En 1833, la ville se voit offrir, après le démantèlement de celles-ci, de nouveaux pavillons d’octroi pensés par l’architecte Auguste Payen,. Négligées et laissées sans surveillance, elles ont été victimes de dégâts volontaires ; le bâtiment nord a été incendié et le bâtiment sud victime de squatteurs. Témoins de l’histoire économique bruxelloise, ceux-ci, rénovés, sont encore visibles à la Porte de Ninove. « Ayant été construits sur base d’un cahier des charges communs », l’architecture des bâtiments est identique.
La loi du 21 juillet 1860, abolissant l’octroi entraina la démolition de la majorité des pavillons. Ceux des Portes de Ninove, Namur et Anderlecht ne gênant en rien la circulation et présentant des qualités architecturales resteront intacts,,. La porte de Ninove est d’ailleurs classée au patrimoine depuis le 10 septembre 1998.
Si, à l’origine, les bâtiments se partageaient les tâches de récolte de l’octroi, pour le Nord, et de l’entretien du pont et ses alentours pour le Sud, aujourd’hui les pavillons de la Porte de Ninove sont, au même titre que la Porte d’Anderlecht,, un lieu de contrôle des collecteurs d’égouts et de la Senne. Occupé par l’ASBL Centre d’Information, de Documentation et d’Étude du Patrimoine, le bâtiment nord est pourvu d’une bibliothèque et d’une salle d’étude. Le personnel de l’institut Bruxellois de Gestion et de l’Environnement, ayant pour mission la surveillance et l’entretien du parc et de ses alentours, occupe le bâtiment sud.

## XXIesiècle
Dès le début du XXIe siècle, diverses stratégies de réaménagements d’espaces publics et de création d’un nouveau paysage urbain ont été pensées. 
Le premier plan proposé en 2008 a été sujet de nombreuses critiques de la part des habitants. Un nouveau plan principalement basé sur l’amélioration de la circulation automobile obtient un permis d’urbanisme en 2015. Certaines grandes routes seront transformées en parc ou espaces publics et la place de Ninove s’étendra jusqu’aux pavillons de l’octroi. Les piétons et cyclistes bénéficieront de plus d’espace pour circuler. Leur sécurité est ainsi garantie. 
Le but étant toujours de promouvoir la pérennité et le bon vivre du quartier, les bâtiments laissés à l’abandon entre la Chaussée de Ninove et le Quai de l’industrie sont détruits en mars 2016 pour les remplacer par deux hectares de verdure. Démarre alors la première phase de réaménagement de la Porte de Ninove. Le désamiantage de la ville aura lieu en février 2016.
Finalement, le projet Beliris est accepté en 2017. Celui-ci prévoit l’aménagement d’une grande prairie au centre du parc et d’îles végétalisées{{}}, la refonte des circulations automobiles et du tramway mais aussi la fusion des Porte et Place de Ninove en un grand espace piétonnier.
Les circulations locales et de transit seront séparées afin de réinstaurer l’hospitalité entre les riverains.
Les rénovations ont pris fin en automne 2019. Aujourd’hui, le quartier de la Porte de Ninove compte 23 718 m2 de nature en plus qu’à l’origine.
Le réaménagement local de la Porte de Ninove fait partie du projet global de « réaménagement de la Petite ceinture Ouest » à Bruxelles, sur la commune de Molenbeek-Saint-Jean.
En 2019, le Plan d’Aménagement Directeur (PAD), promu par Besix Red, autorise la construction de trois tours au niveau de la Porte de Ninove et de nombreux logements. Les riverains et associations s’y opposent et espèrent un nouveau projet élaboré en collaboration d’eux-mêmes, permettant ainsi de trouver un projet alternatif répondant aux besoins de tous.

## Accès
La Porte de Ninove se trouve au début de la chaussée de Ninove et peut être qualifiée de carrefour « multimodal ». Entre la Petite ceinture et les voiries d’inter-quartiers tels que la chaussée de Ninove et le quai de Mariemont, elle est un « nœud d'infrastructures » et un point de croisement entre voitures, camions, cyclistes, piétons et transports en commun. Sa position est stratégique et est desservie de nombreux transports
Elle est située entre la gare du Midi et de la gare de l'Ouest.
| Arrêt Westland Shopping | Arrêt Westland Shopping    |
| Bus                     | STIB: De Lijn: 126 127 128 |
| Tram                    | (T) · (51)                 |
| ----------------------- | -------------------------- |